# Santiago Ezquerro Marín
Santiago "Santi" Ezquerro Marín (nascut el 14 de desembre de 1976 a Calahorra, La Rioja) és un exfutbolista riojà que jugava en la demarcació de davanter. Va ser 1 cop internacional amb la selecció espanyola.

## Clubs
| Club                         | Any       |
| ---------------------------- | --------- |
| Club Deportivo Calahorra     | 1992-1993 |
| Club Atlético Osasuna        | 1994-1996 |
| Club Atlético de Madrid      | 1996-1997 |
| Reial Club Deportiu Mallorca | 1997-1998 |
| Athletic Club de Bilbao      | 1998-2005 |
| Futbol Club Barcelona        | 2005-2008 |
| Club Atlético Osasuna        | 2008-2009 |

## Palmarès
- 1 UEFA Champions League: 2005-06
- 1 Lliga: 2005-06
- 2 Supercopa d'Espanya: 2005, 2006
- 1 Copa Catalunya: 2007